# 17208 Pokrovska
A 17208 Pokrovska (ideiglenes jelöléssel 2000 AH130) a Naprendszer kisbolygóövében található aszteroida. A LINEAR projekt keretében fedezték fel 2000. január 5-én.